# ティルマン・ウルマッハー
ティルマン・ウルマッハー（Tillmann Uhrmacher, 1967年5月14日 - 2011年5月31日）は、ドイツのDJ、音楽プロデューサー。

## 生涯
エレクトロニック・ダンス・ミュージックグループであるミステリアス・アートの一員として活動を開始した。1990年6月にドイツのラジオ局RPR1で毎週木曜日の放送を担当すると、以降2011年の3月まで番組は続いた。1994年には80時間連続で番組のDJを務め、ギネス記録に認定されている。サッカー・ブンデスリーガに所属するサッカークラブ1.FCカイザースラウテルンのスタジアムDJを務めていたこともある。
1999年にソロとして初めてのシングルを発売している。2011年5月31日、44歳で死去。病死とされるが病名は不明。